# 尼安蒂克 (康乃狄克州)
尼安蒂克（英語：Niantic）是位於美國康乃狄克州新倫敦縣的一個人口普查指定地區。

## 地理
尼安蒂克的座標為41°19′31″N 72°11′35″W / 41.32528°N 72.19306°W，而該地最高點為海拔高度9米（即30英尺）。

## 人口
根據2010年美國人口普查的數據，尼安蒂克的面積為9.00平方千米，當中陸地面積為4.00平方千米，而水域面積為5.00平方千米。當地共有人口3114人，而人口密度為每平方千米346人。